# Hallvard Bakke
Hallvard Bakke (Flesberg, 4 de febrero de 1943 - 30 de junio de 2024) fue un periodista y político noruego del Partido Laborista (Ap). Se desempeñó como Ministro de Comercio y Transporte desde enero de 1976 hasta octubre de 1979, y como Ministro de Cultura y Ciencias desde mayo de 1986 hasta octubre de 1989 en su país. Entre 1977 y 1997 fue miembro del Storting.

## Vida
Bakke provenía de una familia obrera y creció en la comuna de Flesberg. Su padre trabajaba en el bosque y más tarde como conserje escolar. Como miembro del Partido Laborista, fue vicealcalde de la comuna durante varios años. Su madre trabajaba como limpiadora. En su juventud, Bakke fue miembro de la juventud del Partido Laborista, Arbeidernes Ungdomsfylking (AUF). En 1961 fue presidente de AUF en el entonces fylke de Buskerud. Completó su educación secundaria en Kongsberg en 1962. En 1968 se graduó en Economía por la Escuela Noruega de Economía y Negocios (NHH) en Bergen. Ese mismo año trabajó como periodista en el periódico Bergens Arbeiderblad. Luego comenzó a trabajar en el teatro Den Nationale Scene en Bergen, primero como secretario de información y desde 1969 como director financiero.

## Político local en Bergen
Además de su trabajo en el teatro, Bakke también participó activamente en la política local y fue miembro del consejo municipal de Bergen de 1967 a 1976. En las elecciones parlamentarias de 1969 y 1973 no logró entrar al Storting noruego. De 1974 a 1976 fue presidente del Partido Laborista en el entonces fylke de Hordaland.
El 15 de enero de 1976, Bakke fue nombrado Ministro de Comercio y Transporte en el recién formado gobierno de Nordli. En las elecciones de 1977, Bakke finalmente ingresó al Storting por el distrito electoral de Hordaland. Debido a su cargo en el gobierno, tuvo que suspender temporalmente su mandato parlamentario y fue representado inicialmente por colegas de su partido.Su mandato como Ministro de Comercio y Transporte finalizó el 8 de octubre de 1979, cuando hubo un cambio importante en el gobierno. Su sucesor fue el presidente del partido, Reiulf Steen. Luego de esto, en octubre de 1979, Bakke comenzó a trabajar en el Storting. Durante el resto de la legislatura, fue miembro del Comité de Iglesia y Educación. Después de las elecciones de 1981, pasó al Comité de Finanzas y fue vicepresidente segundo del Odelsting, una cámara del Storting en ese entonces. De 1981 a 1984, nuevamente fue presidente del Partido Laborista en Hordaland. Después de las elecciones de 1985, continuó en el Comité de Finanzas y como vicepresidente segundo del Odelsting.El 9 de mayo de 1986, fue nombrado Ministro de Cultura y Ciencias en el nuevo gobierno de Brundtland II. Bakke permaneció en el cargo hasta la salida del gobierno el 16 de octubre de 1989. Durante su mandato, nuevamente tuvo que suspender su mandato en el Storting.
Después de ser reelegido en las elecciones de 1989, se convirtió en miembro del Comité de Comunidades Locales y Medio Ambiente. En octubre de 1992, durante la legislatura en curso, pasó al Comité de Iglesia y Educación. Después de las elecciones de 1993, se unió al Comité de Asuntos Exteriores y se convirtió en miembro de la junta de la fracción del Partido Laborista. En otoño de 1997, finalmente dejó el Storting después de no presentarse para la reelección.Desde 1998 hasta 2005, Bakke trabajó como comentarista independiente para el periódico Dagsavisen. Luego continuó en la misma posición en Klassekampen y Bergensavisen. De 2006 a 2010, fue presidente de la radiodifusora noruega, Norsk rikskringkasting (NRK).
Bakke falleció el 30 de junio de 2024, a la edad de 81 años.

## Posición política
Bakke pertenecía al ala izquierda del Partido Laborista. Se opuso a la membresía de Noruega en la Comunidad Europea (CE) y en la Unión Europea (UE), desempeñando un papel central antes de los referéndums de 1972 y 1994. En la campaña previa al referéndum de 1994, lideró el movimiento socialdemócrata contra la membresía noruega en la UE (Sosialdemokrater mot EU).